# Sant'Ambrogio sul Garigliano
Sant'Ambrogio sul Garigliano és un comune (municipi) de la província de Frosinone, a la regió italiana del Laci, situat a uns 130 km al sud-est de Roma i a uns 50 km al sud-est de Frosinone.
Sant'Ambrogio sul Garigliano limita amb els municipis de Rocca d'Evandro, Sant'Andrea del Garigliano i Sant'Apollinare.
Durant la Segona Guerra Mundial va ser destruïda en gran part, a causa de la seva posició a la línia Gustav.
A 1 de gener de 2019 tenia 964 habitants.

## Poblacions agermanades
- Sant'Ambrogio di Torino, des de 2004
- Sant'Ambrogio di Valpolicella, des de 2004